# Christopher Williams
Christopher Williams född 15 mars 1972 är en jamaicansk friidrottare (200 meter)
Han tog silver på 200 meter vid VM i friidrott 2001. Vid samma VM var han med i Jamaicas stafettlag på 4 x 400 meter som tog brons. Vid de senare världsmästerskapen har han åkt ut i kvartsfinalen (2003) och semifinalen (2005).
Han deltog både på 100 och 200 meter vid OS i Sidney 2000, där han nådde semifinal (200 meter) respektive åkte ut i försöken (100 meter). Vid OS i Aten 2004 deltog han på 200 meter och åkte ut i semifinalen. 
Han tog brons vid Samväldesspelen 2006.